# Чугеш
Чугеш (рум. Ciugheș) — село у повіті Бакеу в Румунії. Входить до складу комуни Паланка.
Село розташоване на відстані 229 км на північ від Бухареста, 62 км на захід від Бакеу, 133 км на південний захід від Ясс, 102 км на північ від Брашова.

## Населення
За даними перепису населення 2002 року у селі проживала 1981 особа, з них 1977 осіб (99,8%) румунів.
Рідною мовою назвали:
| Мова      | Кількість осіб | Відсоток |
| --------- | -------------- | -------- |
| румунську | 1976           | 99,7%    |
| угорську  | 5              | 0,3%     |